# Steadfast Defender 2024

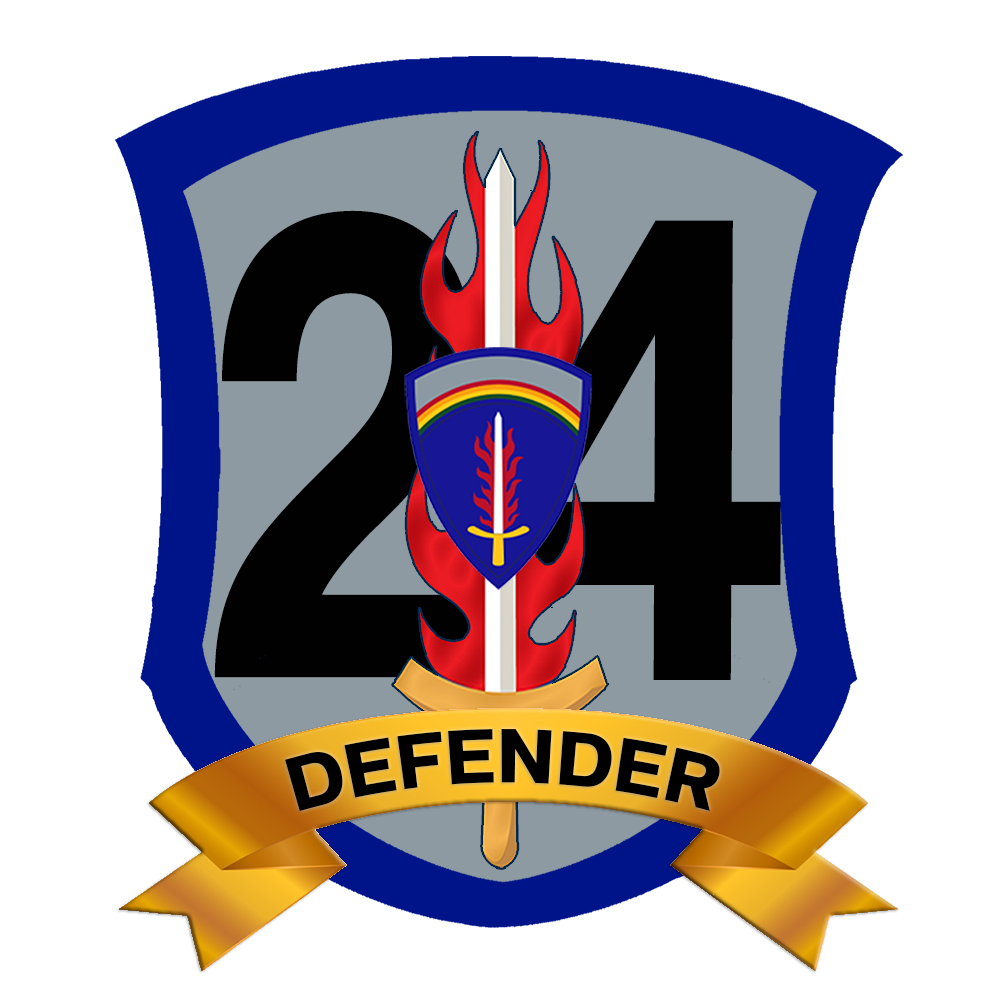

Steadfast Defender 2024 (с англ. — «Стойкий защитник 2024») — военные учения НАТО, которые запланированы с 22 января по 31 мая 2024 года. Манёвры в Восточной Европе продлятся четыре месяца; участие в них будут принимать 90 тысяч военнослужащих из всех 32 стран Альянса. Это крупнейшие учения со времён Холодной войны — последние сравнимые по масштабу передвижения сухопутных сил НАТО проводились в 1988 году, когда было задействовано более 125 тысяч военнослужащих.

## Привлечённые силы
В учениях принимают участие:
- свыше 90 тысяч военнослужащих;
- более 50 кораблей (от эсминцев до авианосцев);
- более 80 истребителей, вертолетов и беспилотников;
- 1 100 боевых машин, включая 133 танка и 533 боевые машины пехоты[2].

## Хронология
18 января 2024 года главнокомандующий объединённых вооружённых сил НАТО в Европе Кристофер Каволи объявил в Брюсселе о начале военных учений:
Альянс продемонстрирует свою способность укрепить Евроатлантический регион, перебросив через Атлантический океан силы из Северной Америки.
Старт учениям дал корабль ВМФ США USS Gunston Hall, выдвинувшийся в район проведения учений 24 января — с этого момента НАТО приступило к перемещению сил, задействованных в манёврах.
Первая часть учений проходит с 1 февраля по 15 марта, это морские учения LIVEX, в ходе которых штабы будут отрабатывать развертывание сил в континентальной Европе. Этим военные подразделения стран НАТО должны продемонтрировать способность десантироваться в любой местности и обстановке.

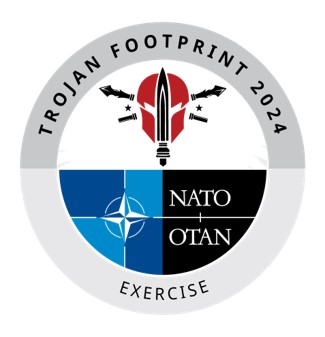

С 12 февраля по 31 мая пройдет второй этап, по заявлениям НАТО, он должен стать демонстрацией военного потенциала участников альянса под объединённым командованием.

## Легенда учений
По заявлению генерала Каволи, учения станут репетицией выполнения первых планов обороны, с подробным описанием того, как альянс будет моделировать сценарии конфликта «с почти равным противником». Изначально Россия в этом контексте не упоминалась, но позже представители НАТО подтвердили, что они хотят сдержать Российскую Федерацию, которую считают угрозой.

## Реакция
После объявления о старте учений «Стойкий защитник» в МИД РФ зявили, что рассматривают их как элемент гибридной войны против России и как дополнительные военные риски:
«Любые мероприятия такого масштаба существенно увеличивают риск военных инцидентов, еще больше дестабилизируют ситуацию в области безопасности» — заместитель министра иностранных дел РФ Александр Глушко.
По мнению китайского таблоида Global Times: 

«Учения „Стойкий защитник 2024“ далеко не безобидны. Это в значительной степени репетиция, а на театре военных действий, где уже бушует война, возможно, даже провокация».

## Участники
- Албания
- Бельгия
- Болгария
- Канада
- Хорватия
- Чехия
- Дания
- Эстония
- Финляндия
- Франция
- Германия
- Греция
- Венгрия
- Исландия
- Италия
- Латвия
- Литва
- Люксембург
- Черногория
- Нидерланды
- Северная Македония
- Норвегия
- Польша
- Португалия
- Румыния
- Словакия
- Словения
- Швеция
- Испания
- Турция
- Великобритания
- США

### Связанные учения

План проведения манёвров «Большая Квадрига»

В связи с учениями «Стойкий защитник» Бундесвер проведёт манёвры «Большая Квадрига», в которых будут задействованы 12 000 военнослужащих из состава 10-й танковой дивизии. Учения разделены на четыре этапа c передислокацией войск и проверкой боевой готовности отдельных подразделений.
В Польше также пройдут учения «Дракон 24», в которых примут участие более 3 500 бронемашин, включая танки производства США, Германии и Франции. 
 На технике планируют отработать форсирование рек и маршброски на расстояние более 300 миль по дорогам общего пользования и бездорожью.
В период с 4 по 15 марта Северный фланг Альянса отметится танковыми манёврами на границах Норвегии, Финляндии и Швеции под кодовым наименованием Nordic Response 24.
Ежегодные учения «Весенний Шторм» пройдут с 6 до 17 мая на территории Эстонии, где 14 тысяч военнослужащих стран НАТО будут отрабатывать оборонительные операции и взаимодействие различных родов войск.
С 9 по 16 мая на территории Молдавии пройдут учения «Swift Response 2024» под руководством американского командования в Европе и Африке.

## Некоторые итоги учений

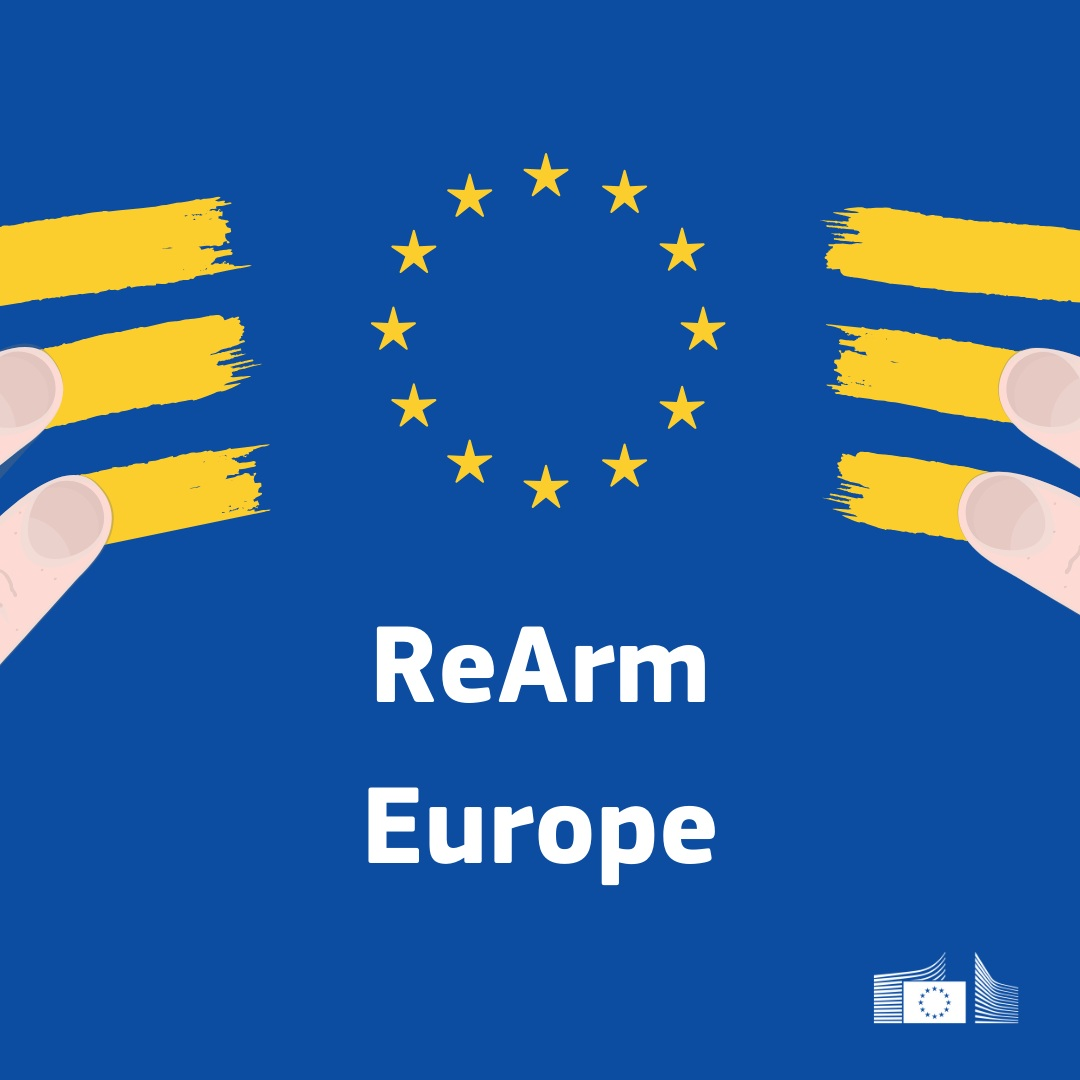

- Глава Еврокомиссии Урсула фон дер Ляйен заявила, что Евросоюз должен укрепить армии входящих в него государств и начать производство оружия нового поколения.[15][16]
- Великобритания не готова к ведению полномасштабной войны в одиночку, так как британская армия потеряла необходимые навыки, сосредоточив всё внимание на борьбе с повстанцами в других странах, — сообщает газета Telegraph со ссылкой на заявление генерал-майора британской армии Джеймса Мартина[17].
- США для укрепления восточного фланга НАТО решили переместить вооружение и транспортные средства с военных баз в Германии на склады в польском селе Повидз[18].